# Дения
 Тази статия е за града в Испания.  За историческата държава вижте Дения (таифа).  
Дения (на испански: Denia) е селище от градски тип в Испания, принадлежащ към автономна област Валенсия и провинция Аликанте.
Дения е един от важните туристически центрове в Испания. Известни забележителности са старинният замък, който е на повече от 900 години, както и невероятно дългата плажна ивица (20 км).
Населението на града е 41 568 души (по данни към 1 януари 2017 г.).